# Bornemiszaella salasi
Bornemiszaella salasi är en kvalsterart som beskrevs av P. Balogh 1994. Bornemiszaella salasi ingår i släktet Bornemiszaella och familjen Granuloppiidae. Inga underarter finns listade.